# Canadian Open 2004
Die Canada Open 2004 im Badminton fanden vom 13. bis zum 18. September 2004 in Vancouver statt.

## Sieger und Platzierte
| Disziplin    | Gold                         | Silber                         | Bronze                        |
| ------------ | ---------------------------- | ------------------------------ | ----------------------------- |
| Herreneinzel | Aamir Ghaffar                | Huang Chien-jung               | Kyle Foley                    |
| Herreneinzel | Aamir Ghaffar                | Huang Chien-jung               | Toby Honey                    |
| Dameneinzel  | Julia Mann                   | Charmaine Reid                 | Jody Patrick                  |
| Dameneinzel  | Julia Mann                   | Charmaine Reid                 | Denyse Julien                 |
| Herrendoppel | Ian Palethorpe Paul Trueman  | David Lindley Kristian Roebuck | Mike Beres William Milroy     |
| Herrendoppel | Ian Palethorpe Paul Trueman  | David Lindley Kristian Roebuck | Khankham Malaythong Raju Rai  |
| Damendoppel  | Liza Parker Suzanne Rayappan | Helen Nichol Charmaine Reid    | Valérie Loker Sarah MacMaster |
| Damendoppel  | Liza Parker Suzanne Rayappan | Helen Nichol Charmaine Reid    | Rulan Yeh Rulien Yeh          |
| Mixed        | Kristian Roebuck Liza Parker | David Lindley Suzanne Rayappan | Kelly Matthews Ian Palethorpe |
| Mixed        | Kristian Roebuck Liza Parker | David Lindley Suzanne Rayappan | William Milroy Tammy Sun      |